# Eros

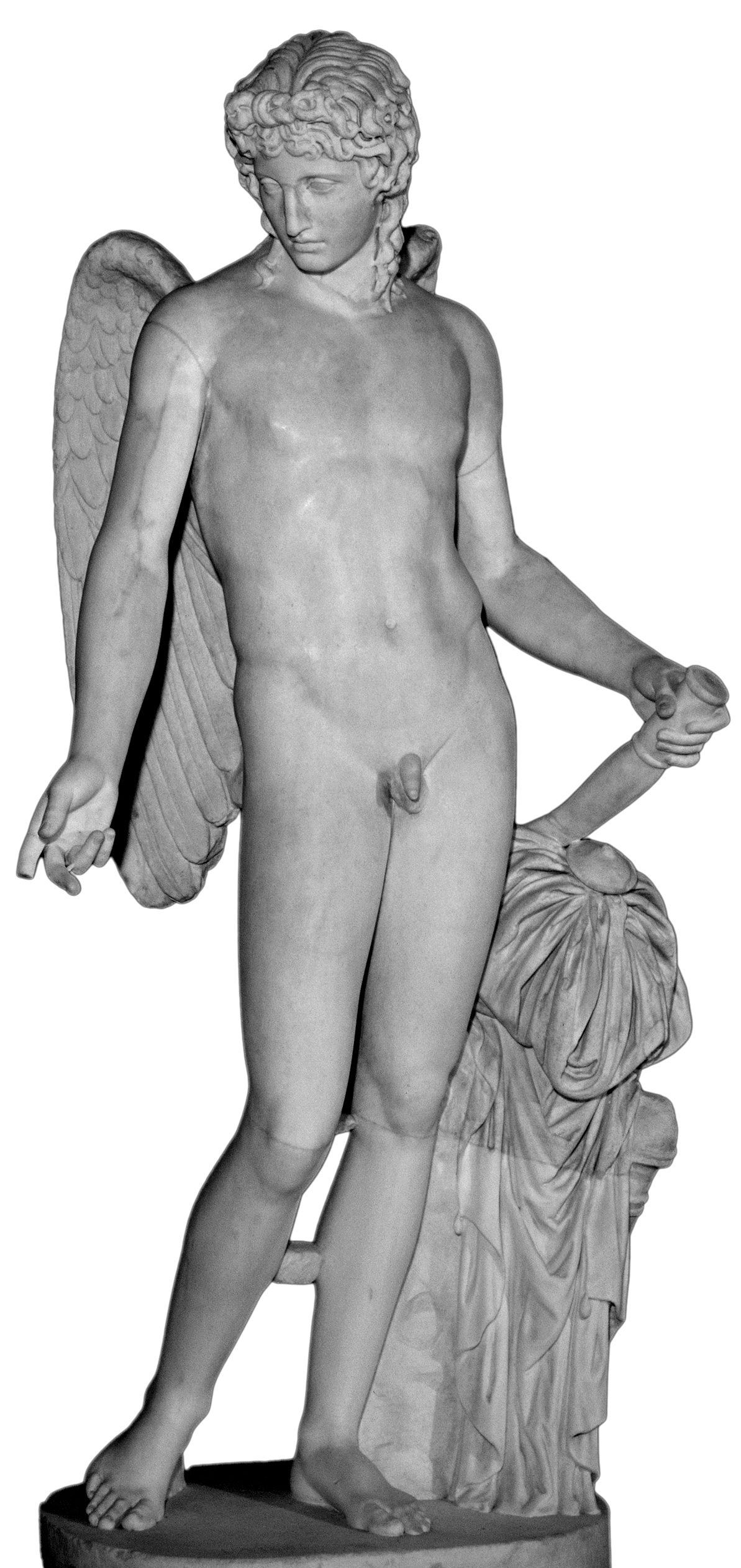
El Eros Farnesio, estatua del tipo Centocelle (Museo Arqueológico Nacional de Nápoles, inv. 6335).

En la mitología griega, Eros (en griego clásico: Ἔρως, -ωτος o Ἔρος, -ου),  o simplemente Amor, es un dios y personificación cuya naturaleza ha evolucionado mucho desde la poesía épica arcaica hasta la época helenística.  Es el célebre dios alado del amor y el deseo. Fue «el primero que unió los lazos de las bodas y el primero que estableció los ritos de la procreación en el lecho conyugal».  Su equivalente romano era Cupido o Amor.  Filosóficamente también era un dios de la amistad,  la libertad  y el amor entre varones.
Para algunos Eros es el más viejo de los dioses y como tal uno de los dioses primordiales.  Otros lo consideran como el más joven de los dioses y un hijo de Afrodita.  E incluso hay quienes dicen que no existen los padres de Eros.  A pesar de todo los poetas intercambiaban su naturaleza libremente e incluso en tiempo de los adornos «alejandrinos» sigue siendo una fuerza fundamental en el mundo. Es descrito en las cosmogonías, ensalzado por poetas y filósofos, y también fue adorado en varios cultos mistéricos. Incluso hay quienes dicen que es un «genio» intermediario entre los dioses y los hombres.  O incluso otros niegan que Eros sea una deidad sino la pasión aniquiladora de todas las cosas.
A Eros se le conoce como Eleuterio (Ἐλευθερεύς) porque el amor es una fuerza ‘liberadora’. También como Protógono (Πρωτόγονος), porque fue el ‘primero en nacer’. La adoración de Eros era poco común en la antigua Grecia pero en Tespias se le adoraba con la forma de una piedra bruta, en un culto a la fertilidad.  En Atenas compartió con Afrodita un culto muy popular y se le consagraba el cuarto día de cada mes. Su estatua podía encontrarse en las palestras, uno de los principales lugares de reunión de los hombres con sus amados, y a él hacían sacrificios los espartanos antes de la batalla. Eros no es un dios unitario, y de la misma manera que hay dos Afroditas, la celeste (Urania) y la popular (Pandemos), hay también dos Eros (el Celeste y el Vulgar), pues Afrodita y Eros son inseparables.

## Naturaleza, familia y concepciones de Eros

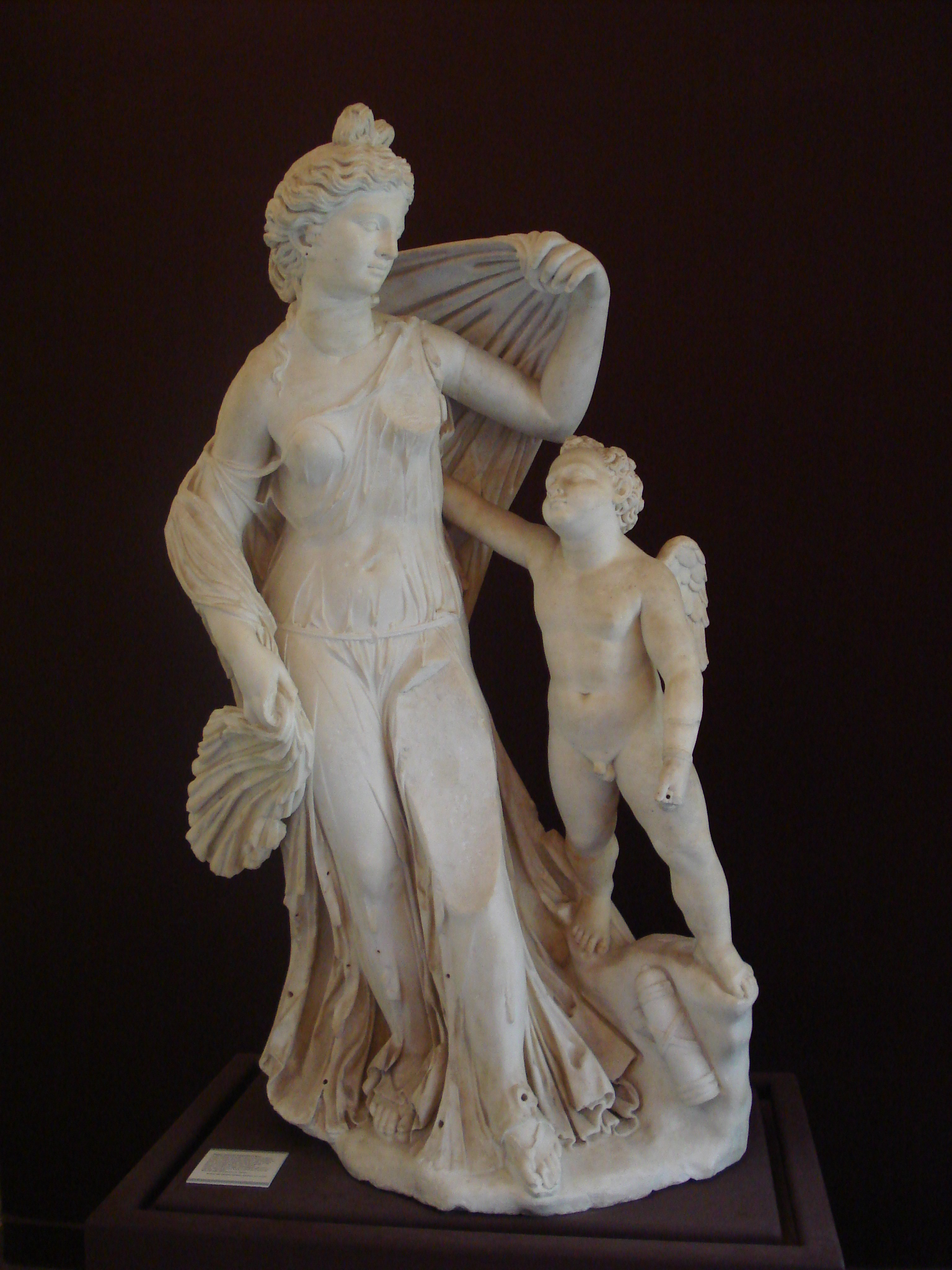
Afrodita y Eros, escultura helenista tardía.

En el pensamiento griego parece haber varios aspectos en la concepción de Eros: el Eros joven (Ἔρως) y el Eros antiguo (Ἔρος). Estas facetas, no obstante, son propias de los apuntes de los mitógrafos modernos y no de los poetas antiguos. El Eros antiguo es un dios que aparece en la cosmogonía, en la filosofía y en los cultos mistéricos (aspectos similares y relacionados, aunque diferenciados). El Eros joven es aquel que encontramos en los poetas tardíos y que los poetas latinos refieren como Cupido. Difícilmente puede considerarse como parte de la antigua creencia religiosa de los griegos sino que es un dios especialmente ensalzado en la poesía. Fuera de la cultura clásica dice Sanjuniatón que Eros y Potos son hermanos e hijos de Cronos y Astarté, dioses fenicios.

### El Eros cosmogónico
La figura más arcaica de Eros aparece en los textos cosmogónicos y por lo tanto lo hacen pertenecer a los dioses primordiales. Encarna no solo la fuerza del amor erótico sino también el impulso creativo de la siempre floreciente naturaleza. Aparece por primera vez en los poemas hesiódicos donde es una fuerza inengendrada, y tercer dios primordial en surgir, después de Caos y Gea: «Por último [emergió] Eros, el más hermoso entre los dioses inmortales, que afloja los miembros y cautiva de todos los dioses y todos los hombres el corazón y la sensata voluntad en sus pechos».  Más tarde Eros e Hímero acompañaron a Afrodita cuando esta hubo nacido de la espuma del mar. Opiano dice que Eros emergió del Caos brillando con una antorcha ardiente. Safo opina que de la unión entre Urano y Gea nació Eros. No obstante en los textos de Damascio se dice que la unión de Érebo y Nicte produjo a Éter, Eros y Metis. Teócrito dice que nació de la unión entre Nix y Éter.

### El Eros «bucólico»
Acaso el Eros más conocido es el que tiene aspecto de efebo, es hijo de Afrodita y uno de los Erotes o Amorcillos. Este Eros es una criatura de los últimos poetas griegos. Lo encontramos en los poetas epigramáticos y eróticos, con descripciones ingeniosas y juguetonas del dios. Si Afrodita era la diosa del acto sexual entonces Eros causaba la emoción del enamoramiento, armado con un arco y un carcaj. Múltiples fuentes se refieren a Eros como el hijo de Afrodita, sin mencionar si nació siquiera de padre alguno.  Al menos dos fuentes tardías imaginan a Eros como nacido de la unión entre Ares y Afrodita.  El licio Olén dice en sus himnos que Ilitía, diosa de los alumbramientos, fue la madre de Eros. Alceo, en cambio, lo llama «el más lúgubre de los dioses» y dice que nació de la unión entre Iris de hermosas sandalias y Céfiro de cabellos dorados.  El único descendiente de este Eros (o más bien Cupido) fue la Voluptuosidad, habida con Psique.  Este Eros era imaginado como un efebo o niño ciego pues el amor no mide su alcance.

### El Eros filosófico
Fueron los filósofos quienes más disertaron y expandieron las atribuciones de Eros. Para ellos estaba más cerca de la experiencia y las emociones humanas y más lejos de la concepción de una fuerza impersonal que propicia la reproducción. Platón nos narra que «entonces Penia («Pobreza»), maquinando, impulsada por su carencia de recursos, hacerse un hijo de Poros («Recurso»), se acostó a su lado y concibió a Eros. Por esta razón, precisamente, es Eros también acompañante y escudero de Afrodita, al ser engendrado en la fiesta del nacimiento de la diosa y al ser, a la vez, por naturaleza un amante de lo bello, dado que también Afrodita es bella». Meleagro lo asocia con el amor homosexual en un poema conservado en la Antología Palatina: «La reina Cipria, una mujer, aviva el fuego que enloquece a los hombres por las mujeres, pero el propio Eros convence la pasión de los hombres por los hombres».  Ponciano de Nicomedia, un personaje del Banquete de los eruditos (Deipnosophistae) de Ateneo, afirma que Zenón de Citio pensaba que Eros era el dios de la amistad y la libertad.  Eros también juega su papel en el mito del andrógino como un dios omnipotente. Es ora un dios “deseable”, que aspira a fundir las almas enamoradas en un solo ser, ora un dios “desagradable”, que se deja llevar por los instintos y arrebata el raciocinio.

### El Eros místico
En paralelo a la literatura antigua, Eros era venerado en varias religiones mistéricas, especialmente el orfismo y los misterios eleusinos. Asegura no solo la continuidad de las especies a través de la reproducción, sino también la cohesión interna del cosmos. Se trata de una deidad relacionada con la luz, con una apariencia multiforme y una naturaleza ancestral e inefable. En los misterios eleusinos era adorado como Protógono (‘primogénito’). En el orfismo Eros es una de las facetas de Fanes, el dios demiúrgico. En las Argonáuticas órficas se dice que «en un principio a la fatal Necesidad (Ananke) del antiguo Caos y al Tiempo (Crono), que engendró en sus enormes surcos al Éter y al Amor (Eros), de dual naturaleza, visible por doquier e ilustre, los mortales más recientes llaman Fanes o Fanetes, porque fue el primero que apareció».  Este Eros fue padre de la Noche eterna y a ella le legó su cetro de gobierno. Aristófanes dice que la Noche de negras alas engendró en primer lugar un huevo hueco hecho de viento. De este huevo, a su debido tiempo, nació Eros, el deseado, cuya espalda refulgía con dos alas de oro. Una vez nacido Eros se unió con el Caos y así engendró a las tribus de las aves. Orfeo dijo que Crono tuvo como hijos a Eros y a todos los vientos.  Y otros alegan que Higía era hija de Eros y Peito.

## Mitos asociados con Eros

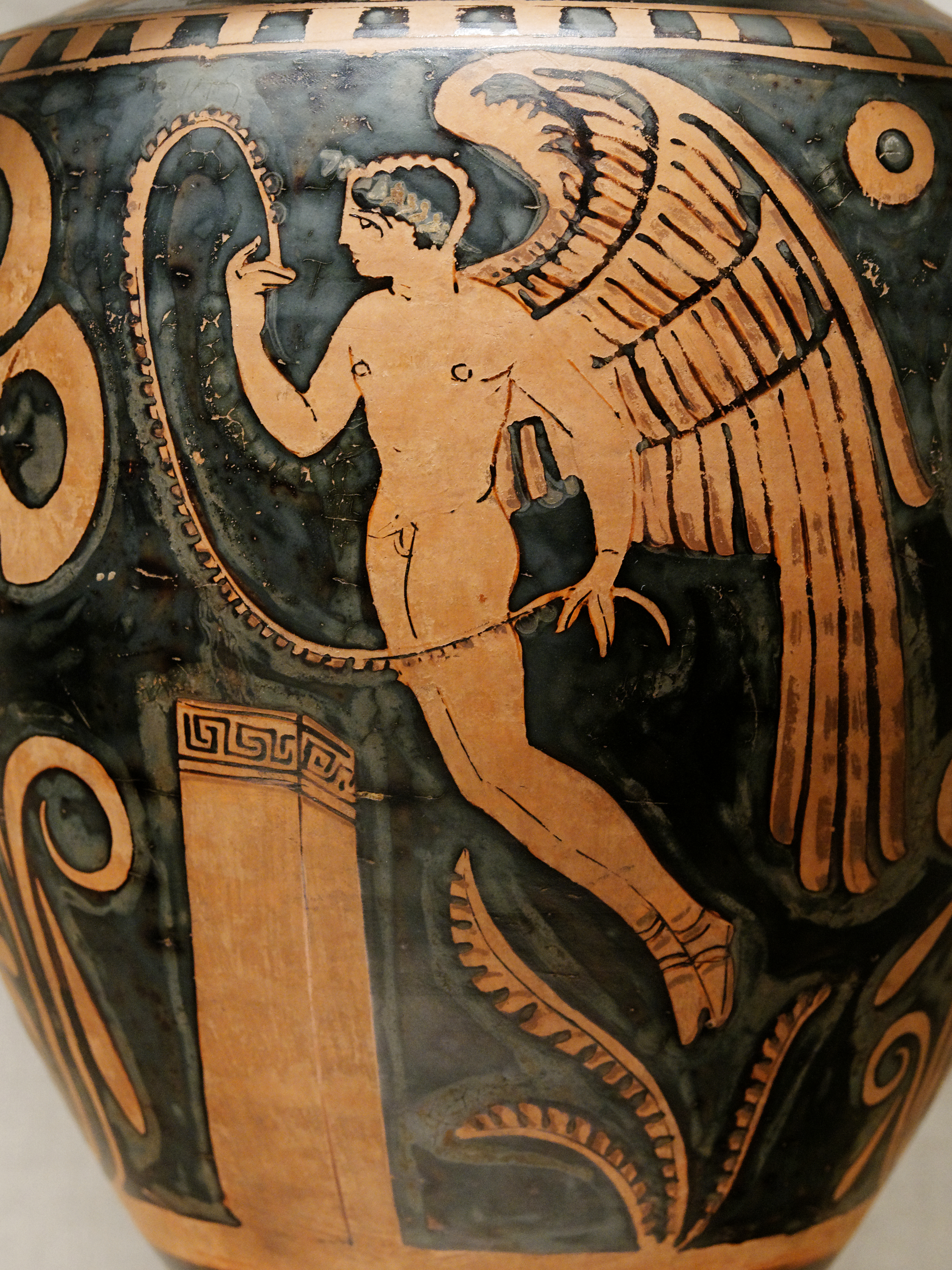
Eros en un ánfora griega. Museo Metropolitano de Arte de Nueva York.

Eros, muy enfadado con Apolo al haber bromeado este sobre sus habilidades como arquero, hizo que se enamorase de la ninfa Dafne, hija de Ladón, quien lo rechazó. Dafne rezó al dios río Peneo pidiendo ayuda, y fue transformada en un árbol de laurel, que se consagró a Apolo.
La historia de Eros y Psique tiene una larga tradición como cuento popular del antiguo mundo grecorromano mucho antes de que fuera escrita, por primera vez en la novela latina de Apuleyo El asno de oro, en una evidente e interesante combinación de roles. La propia novela tiene el estilo picaresco romano, aunque Psique y Afrodita retienen su carácter griego, siendo Eros el único cuyo papel procede de su equivalente en el panteón romano.
La historia es narrada como digresión y paralelo estructural al argumento principal de la novela de Apuleyo. Narra la lucha por el amor y la confianza entre Eros y la princesa Psique, cuyo nombre es difícil de traducir apropiadamente, pues trasciende los idiomas griego y latino, pero puede considerarse que significa ‘alma’, ‘mente’, o mejor ambas. Afrodita estaba celosa de la belleza de la mortal Psique, pues los hombres estaban abandonando sus altares para adorar en su lugar a una simple mujer, y así ordenó a su hijo Eros que la hiciera enamorarse del hombre más feo del mundo. Pero el propio Eros se enamoró de Psique, y la llevó por arte de magia a su casa. Su frágil paz fue arruinada por una visita de las celosas hermanas de Psique, quienes hicieron que ésta traicionara su confianza. Herido, él la expulsó y Psique vagó por la tierra, buscando a su amor perdido. Apuleyo atribuye en su obra una hija de Eros a Psique, Hedoné, cuyo nombre significa ‘placer’.
En otro mito, Eros hizo que dos castos compañeros de caza de Artemisa, Ródope y Eutínico, se enamoraran el uno del otro a instancias de su madre Afrodita, quien se ofendió porque rechazaron su dominio del amor y el matrimonio. Artemisa luego castigó a Ródope convirtiéndola en una fuente.
En otro mito, Eros y Afrodita jugaban en un prado y tenían una ligera competencia sobre quién recogería la mayor cantidad de flores. Eros iba a la cabeza gracias a sus veloces alas, pero entonces una ninfa llamada Peristera ("paloma") recogió ella misma algunas flores y se las entregó a Afrodita, haciéndola victoriosa. Eros convirtió a Peristera en una paloma.
Según Porfirio, Temis, la diosa de la justicia, jugó un papel en el crecimiento de Eros. Su madre Afrodita se quejó una vez ante Temis de que Eros no crecía y seguía siendo un niño perpetuo, por lo que Temis le aconsejó que le diera un hermano. Afrodita luego dio a luz a Anteros (que significa "antiamor"), y cada vez que estaba cerca de él, Eros crecía. Pero si Anteros estaba ausente, Eros volvía a su tamaño anterior, más pequeño.

## Atributos

### Arco y flechas
Eros es imaginado como un hermoso joven que porta un arco y poderosas flechas que usa para enamorar perdidamente a cualquiera. Ovidio, un autor romano, elabora sobre el armamento de Eros y especifica que Eros lleva dos tipos de flechas; las primeras son sus flechas doradas que inducen un poderoso sentimiento de amor y afecto en su objetivo. Las segundas, en cambio, están hechas de plomo y tienen el efecto contrario; hacen que la gente sea reacia al amor y llenan sus corazones de odio. Esto se utiliza principalmente en la historia de Dafne y Apolo, donde Eros hizo que Apolo se enamorara de la ninfa y que Dafne detestara cualquier forma de romance. Mientras tanto, en el relato de Ovidio sobre el secuestro de Perséfone por Hades, el secuestro es iniciado por Afrodita y Eros; Afrodita le ordena a Eros que haga que Hades se enamore de su sobrina, para que sus dominios puedan llegar al Inframundo. Eros tiene que usar su flecha más fuerte posible para hacer que el severo corazón de Hades se derrita.
En un fragmento de Anacreonte, conservado por Ateneo, el autor lamenta cómo Eros lo golpeó con una bola púrpura, haciéndolo enamorarse de una mujer que se siente atraída por otras mujeres y lo rechaza por su cabello blanco.
Eros se caracteriza por ser una entidad poderosa que controla a todos, y ni siquiera los inmortales pueden escapar. Luciano satirizó este concepto en sus Diálogos de los dioses, donde Zeus reprende a Eros por haberlo hecho enamorarse y luego engañar a tantas mujeres mortales, e incluso su madre Afrodita le desaconseja usar a todos los dioses como juguetes. Sin embargo, Eros no pudo tocar a ninguna de las diosas vírgenes (Hestia, Atenea y Artemisa), quienes habían hecho voto de pureza. Safo escribe sobre Artemisa que «Eros, que afloja las extremidades, nunca se acerca a ella».

### Eros y las abejas

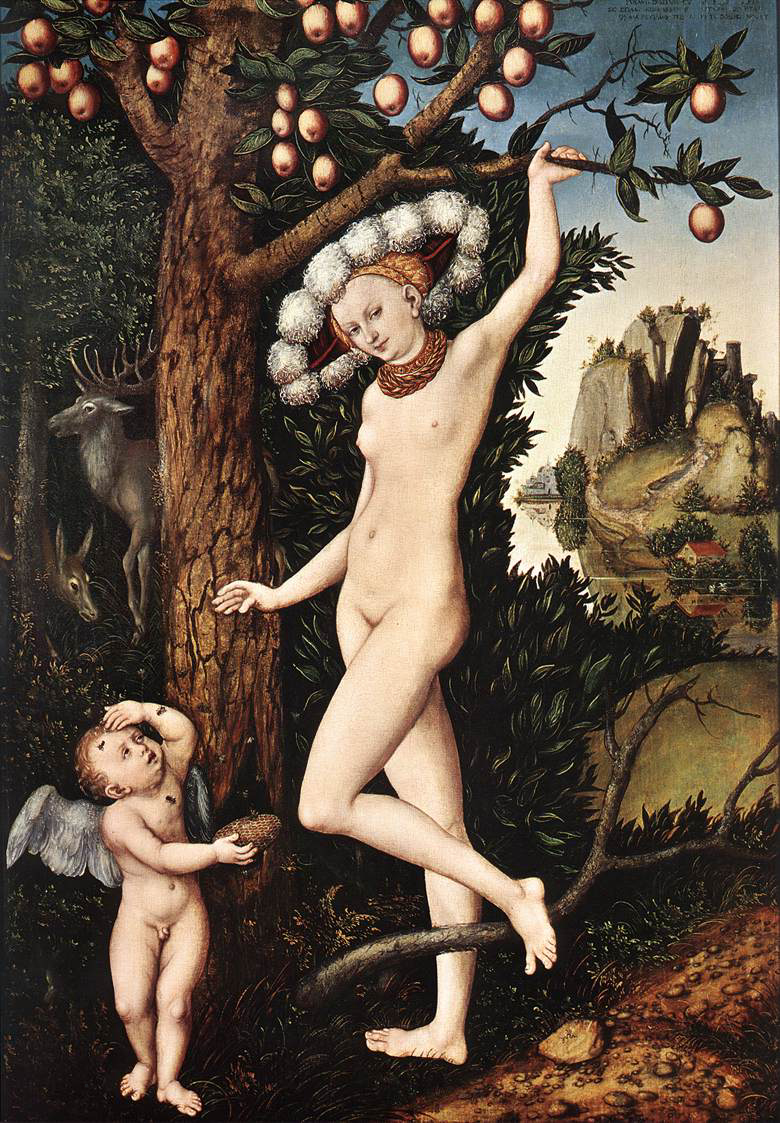
Cupido el ladrón de miel, de Lucas Cranach el Viejo.

Un motivo recurrente de la poesía antigua es el de Eros picado por las abejas. La historia aparece por primera vez en el siglo VI a. C. atribuida a Anacreonte, y más tarde Teócrito amplió un poco la anécdota y la incluyó en sus Idilios (Idilio XIX). El pequeño Eros es picado por abejas y se queja de ello a su madre. Venus sonríe y le dice que él con sus flechas, causa un dolor similar.

## Eros en la música
- Bottiroli, José Antonio: Eros en Si menor B37 para piano (1974)[41]

## Galería

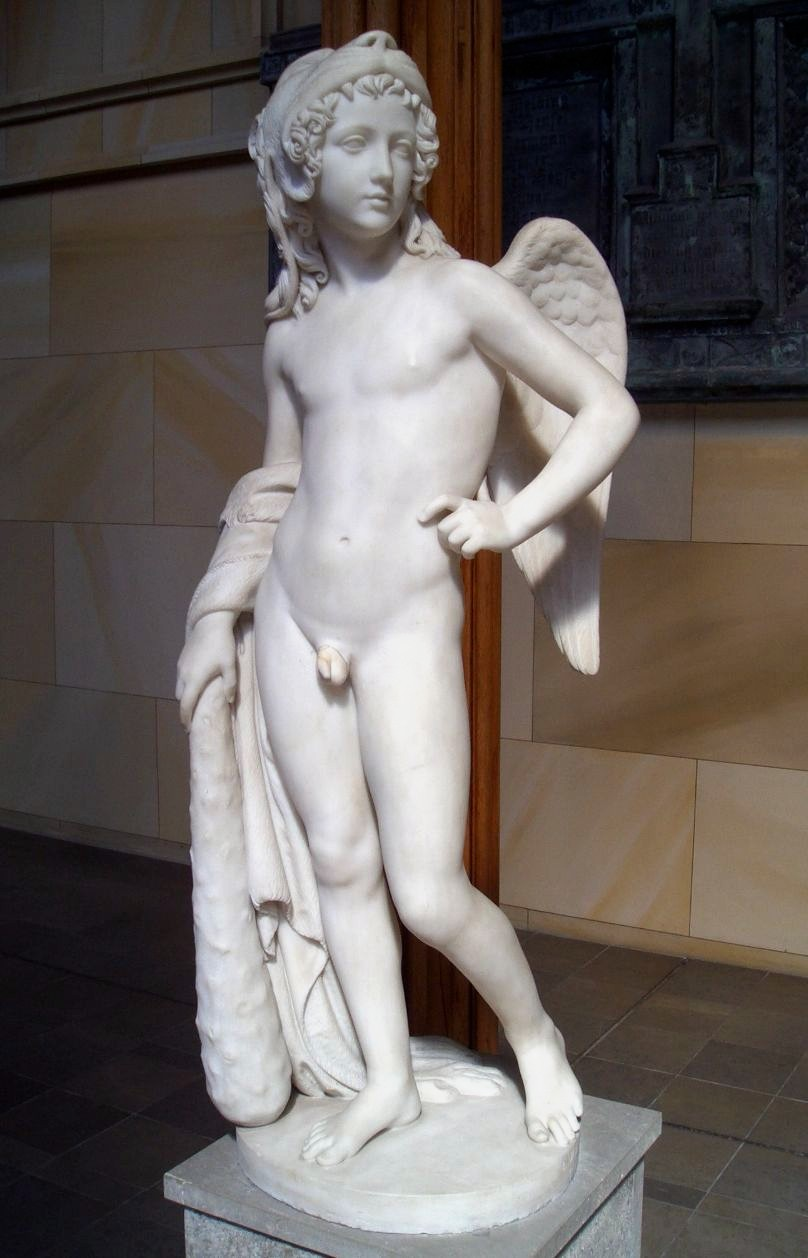
Eros, de Emil Wolff. 1836.
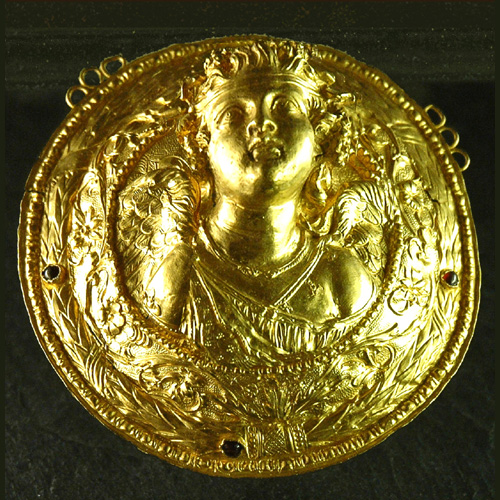
Medallón con la imagen de Eros, finales del siglo III a. C. Museo del Louvre.
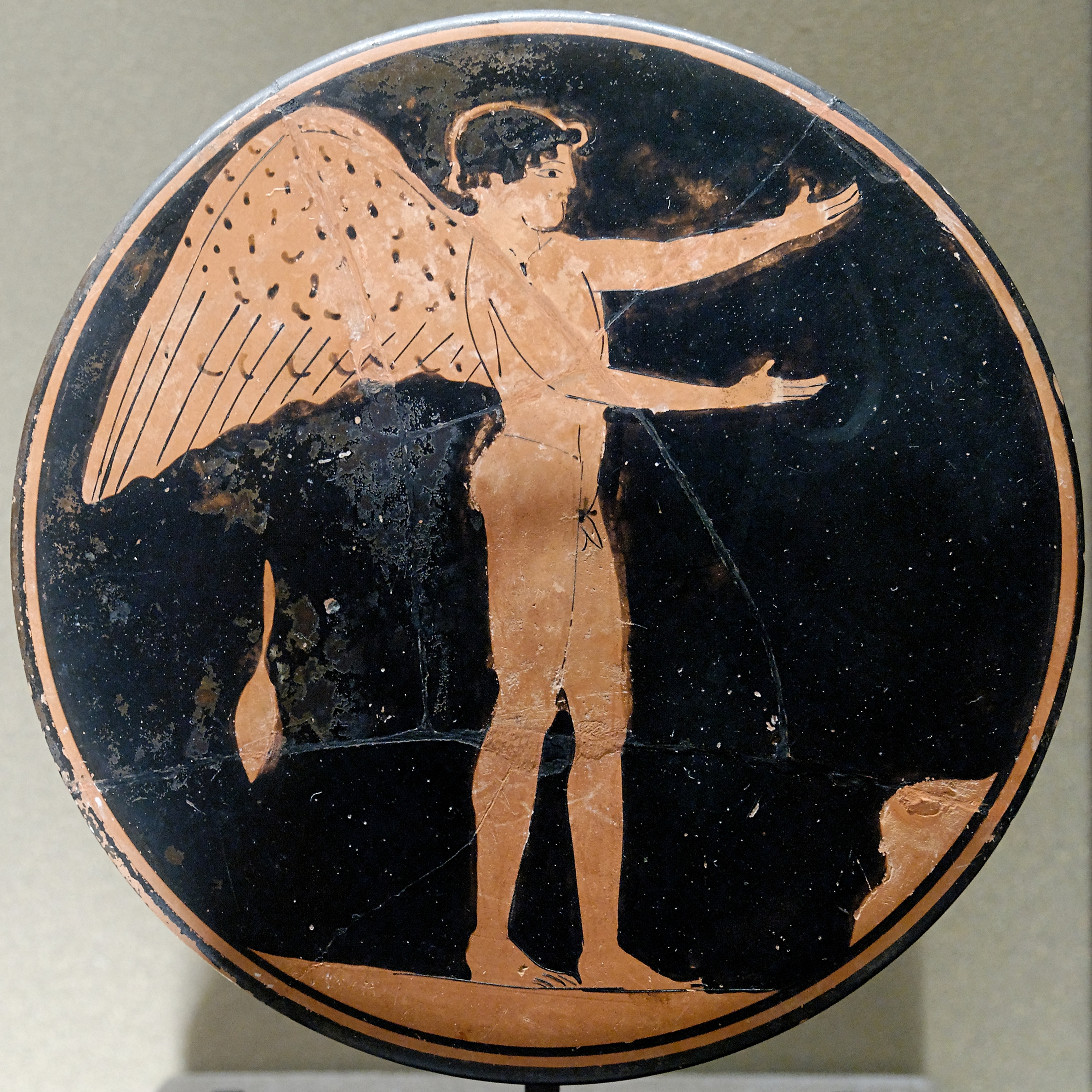
Eros. Carrete ático de figuras rojas, c. 470-450 a. C.
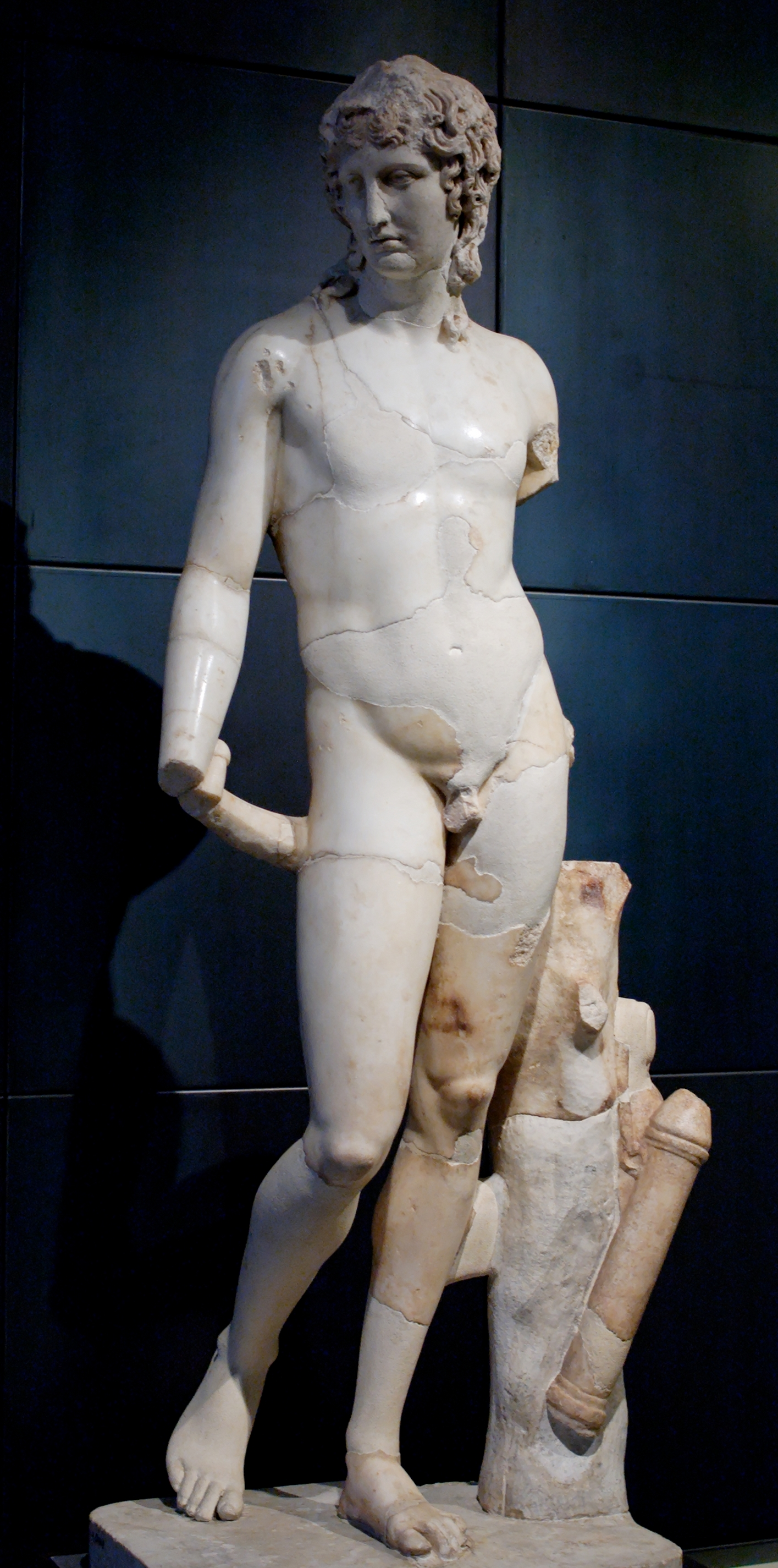
Eros Thanatos, copia romana del original griego. Museo Capitolino.